# 大沼町 (小平市)
大沼町（おおぬまちょう）は、東京都小平市の町名。現行行政地名は大沼町一丁目から大沼町七丁目。郵便番号は187-0001。

## 地理
小平市の北部に位置する。
東から時計回りに、東久留米市弥生、小平市花小金井、小平市天神町、小平市美園町、東久留米市柳窪、東久留米市滝山、に隣接する。
街区南側境界線を西武新宿線が通る。

## 歴史
町名は、古くはこの一帯が「大沼田新田」と呼ばれていたことにちなむ。「大沼田」は古くは「おおぬた」「おんた」と呼ばれていた。

## 世帯数と人口
2022年（令和4年）4月1日現在の世帯数と人口は以下の通りである。
| 町丁         | 世帯数    | 人口    |
| ------------ | --------- | ------- |
| 大沼町一丁目 | 767世帯   | 1,695人 |
| 大沼町二丁目 | 911世帯   | 2,054人 |
| 大沼町三丁目 | 298世帯   | 719人   |
| 大沼町四丁目 | 851世帯   | 1,932人 |
| 大沼町五丁目 | 219世帯   | 563人   |
| 大沼町六丁目 | 259世帯   | 636人   |
| 大沼町七丁目 | 1,046世帯 | 2,231人 |
| 計           | 4,351世帯 | 9,830人 |

## 小・中学校の学区
市立小・中学校に通う場合、学区は以下の通りとなる。
| 丁目   | 番地  | 小学校                   | 中学校                 |
| ------ | ----- | ------------------------ | ---------------------- |
| 一丁目 | 全域  | 小平市立小平第七小学校   | 小平市立小平第六中学校 |
| 二丁目 | 全域  | 小平市立小平第七小学校   | 小平市立小平第六中学校 |
| 三丁目 | 全域  | 小平市立小平第七小学校   | 小平市立小平第六中学校 |
| 四丁目 | 全域  | 小平市立小平第七小学校   | 小平市立小平第六中学校 |
| 五丁目 | 1～18 | 小平市立小平第七小学校   | 小平市立小平第六中学校 |
| 五丁目 | 19    | 小平市立小平第十一小学校 | 小平市立小平第六中学校 |
| 六丁目 | 全域  | 小平市立小平第七小学校   | 小平市立小平第六中学校 |
| 七丁目 | 全域  | 小平市立小平第七小学校   | 小平市立小平第六中学校 |

なお、四丁目44～51番、五丁目1～18番、六丁目全域は小平市立小平第十一小学校も選択できる調整区域である。

## 交通

### 鉄道
地内には鉄道は通っていない。
| 隣接街区の駅               | バス移動で利用可能駅                                                                         |
| -------------------------- | -------------------------------------------------------------------------------------------- |
| 西武新宿線 - 小平駅(SS 19) | 西武池袋線 - 東久留米駅(SI 14) 西武新宿線 - 花小金井駅(SS 18) JR中央線 - 武蔵小金井駅(JC 15) |

### バス
- 西武バス滝山営業所と立川バス上水営業所が、周辺のバス路線を運行している。

### 道路
- 東京都道15号府中清瀬線
- 東京都道227号小平停車場野中新田線
- 東京都道248号府中小平線

## 施設
- GAS MUSEUM がす資料館
- 小平市立小平第七小学校
- 小平市立小平第六中学校
- 大沼図書館
- 錦城高等学校
- FC東京小平グラウンド